# Perșotravneve, Pokrovske
Perșotravneve (în ucraineană Першотравневе) este un sat în comuna Vîșneve din raionul Pokrovske, regiunea Dnipropetrovsk, Ucraina.

## Demografie
Componența lingvistică a localității Perșotravneve
     Ucraineană (96,33%)
     Rusă (1,83%)
Conform recensământului din 2001, majoritatea populației localității Perșotravneve era vorbitoare de ucraineană (96,33%), existând în minoritate și vorbitori de rusă (1,83%).